# Andrzej Malewski
Andrzej Malewski (ur. 21 listopada 1929 w Warszawie, zm. 11 grudnia 1963 tamże) – polski metodolog nauk społecznych, szczególnie w zakresie socjologii, psychologii społecznej, historii oraz ekonomii.

## Życiorys
Andrzej Malewski urodził się w Warszawie 21 listopada 1929 jako syn Leona i Heleny ze Stopczańskich. Był uczestnikiem powstania warszawskiego, będąc najmłodszym żołnierzem walczącym w batalionie „Parasol”. W wieku 15 lat został odznaczony Krzyżem Walecznych.
Po wojnie (lata 1947–1950) zaczął studia na Uniwersytecie Poznańskim, na dwóch wydziałach Prawno-Ekonomicznym i Humanistycznym (sekcja socjologia). Po uzyskaniu tytułu magistra nauk ekonomiczno–politycznych oraz nauk humanistycznych w zakresie socjologii, rozpoczął dalsze studia, a potem pracę jako asystent i doktorant w Katedrze Historii Filozofii u prof. Tadeusza Szczurkiewicza, a następnie starszym asystentem w Katedrze Logiki u prof. Kazimierza Ajdukiewicza (do 1956). Współpracował także z Jerzym Topolskim w zakresie metodologii nauk historycznych.
W 1956 został pracownikiem Instytutu Filozofii i Socjologii PAN i pracował w Zakładzie Teorii Kultury i Przemian Społecznych pod kierunkiem prof. Stanisława Ossowskiego. Doktoryzował się w 1958 na podstawie pracy pt. Zagadnienia budowy i użyteczności teorii socjologicznych (promotorem był Kazimierz Ajdukiewicz).
W latach 1959–1960 przebywał w USA na Stypendium Forda, gdzie kontaktował się z George’em Homansem. Od roku 1960 był członkiem komitetu redakcyjnego czasopisma „Studia Socjologiczne”. W 1961 r. został kierownikiem Pracowni Psychologii Społecznej w Instytucie Filozofii i Socjologii PAN i wykładowcą na Uniwersytecie Warszawskim.

## Poglądy
Poglądy metodologiczne Malewskiego inspirowane były pracami Karla Poppera i Rudolfa Carnapa. Za nimi przyjmował nomotetyczny model nauk społecznych, w którym dążą one do poszukiwania prawidłowości w zachowaniach ludzkich i przewidywania w oparciu o wiedzę na temat przyczynowości. Nauki miały mieć charakter praktyczny i realizować trzy funkcje: diagnostyczną (dostarczać wiedzy o rzeczywistości), ideologiczną (wpływać na cele jednostek) i prewidystyczną (przewidywać, do jakich konsekwencji prowadzą działania).
Malewski krytykował dezintegrację połączoną z wzajemną separacją nauk społecznych. Najbardziej ogólną i integrującą teorią społeczną miała być ogólna teoria ludzkiego zachowania.

## Dzieła
- ABC porządnego myślenia, Warszawa 1957.
- Studia z metodologii historii (wraz z Jerzym Topolskim) Warszawa 1960.
- O zastosowaniach teorii zachowania, Warszawa 1964.
- O nowy kształt nauk społecznych. Pisma zebrane, Warszawa 1975.